# Молдова на літніх Олімпійських іграх 2016
Молдова на літніх Олімпійських іграх 2016 була представлена 21 спортсменом у 7 видах спорту. Жодної медалі олімпійці Молдови не завоювали.

## Дискваліфікація
| Медалі          | Спортсмени         | Вид спорту                      | Дисципліна             | Дата      |
| --------------- | ------------------ | ------------------------------- | ---------------------- | --------- |
| Дискваліфікація | Сергій Тарновський | Веслування на байдарках і каное | Каное-одиночка, 1000 м | 16 серпня |

18 серпня було оголошено, що допінг-проба Тарновського дала позитивний результат, згодом він був позбавлений медалі.

## Стрільба з лука
| Спортсмен        | Дисципліна                     | Попередній раунд | Попередній раунд | 1/32 фіналу        | 1/16 фіналу        | 1/8 фіналу         | Чвертьфінали       | Півфінали          | Фінал / БМ         | Фінал / БМ       |
| Спортсмен        | Дисципліна                     | Результат        | Сіяний           | Суперник Результат | Суперник Результат | Суперник Результат | Суперник Результат | Суперник Результат | Суперник Результат | Місце            |
| ---------------- | ------------------------------ | ---------------- | ---------------- | ------------------ | ------------------ | ------------------ | ------------------ | ------------------ | ------------------ | ---------------- |
| Александра Мірча | індивідуальна першість (жінки) | 636              | 27               | Роман (MEX) W 6–4  | У Цз (CHN) L 0–6   | Завершила виступ   | Завершила виступ   | Завершила виступ   | Завершила виступ   | Завершила виступ |

## Легка атлетика
Легенда
- Note — місця, наведені дня дисциплін на треку, стосуються тільки окремого забігу, в якому взяв участь спортсмен
- Q = пройшов у наступне коло напряму
- q = пройшов у наступне коло за добором (для трекових дисциплін - найшвидші часи серед тих, хто не пройшов напряму; для технічних дисциплін - увійшов до визначеної кількості фіналістів за місцем якщо напряму пройшло менше спортсменів, ніж визначена кількість)
- NR = Національний рекорд
- N/A = Коло відсутнє у цій дисципліні
- Bye = спортсменові не потрібно змагатися у цьому колі

Трекові і шосейні дисципліни
| Спортсмен        | Дисципліна                  | Фінал      | Фінал |
| Спортсмен        | Дисципліна                  | Результат  | Місце |
| ---------------- | --------------------------- | ---------- | ----- |
| Роман Продиус    | марафонський біг (чоловіки) | 2:27:01    | 105   |
| Lilia Fisicovici | марафонський біг (жінки)    | 2:34.05 PB | 27    |

Технічні дисципліни
Чоловіки
| Спортсмен          | Дисципліна        | Кваліфікація       | Кваліфікація | Фінал              | Фінал           |
| Спортсмен          | Дисципліна        | Результат у метрах | Місце        | Результат у метрах | Місце           |
| ------------------ | ----------------- | ------------------ | ------------ | ------------------ | --------------- |
| Іван Ємільянов     | штовхання ядра    | 17.83              | 32           | Завершив виступ    | Завершив виступ |
| Володимир Летніков | потрійний стрибок | 15.29              | 38           | Завершив виступ    | Завершив виступ |
| Сергій Маргієв     | метання молота    | 74.97              | 6 q          | 74.14              | 10              |

Жінки
| Спортсменка                  | Дисципліна     | Кваліфікація       | Кваліфікація | Фінал              | Фінал            |
| Спортсменка                  | Дисципліна     | Результат у метрах | Місце        | Результат у метрах | Місце            |
| ---------------------------- | -------------- | ------------------ | ------------ | ------------------ | ---------------- |
| Петрівська Заліна Сосланівна | метання молота | 71.72              | 5 q          | 73.50              | 5                |
| Нікішенко Марина Сосланівна  | метання молота | 65.19              | 24           | Завершила виступ   | Завершила виступ |
| Наталія Стратулат            | метання диска  | 53.27              | 30           | Завершила виступ   | Завершила виступ |
| Думітріана Сурду             | штовхання ядра | 15.25              | 35           | Завершила виступ   | Завершила виступ |

## Веслування на байдарках і каное

### Спринт
| Спортсмен          | Дисципліна             | Заїзди   | Заїзди | Півфінали | Півфінали | Фінал    | Фінал |
| Спортсмен          | Дисципліна             | Час      | Місце  | Час       | Місце     | Час      | Місце |
| ------------------ | ---------------------- | -------- | ------ | --------- | --------- | -------- | ----- |
| Олег Тарновський   | К-1, 200 м (чоловіки)  | 40.852   | 2 Q    | 40.715    | 3 FB      | 40.280   | 12    |
| Сергій Тарновський | К-1, 1000 м (чоловіки) | 4:05.193 | 1 FA   | Bye       | Bye       | 4:00.852 | DSQ   |

Пояснення до кваліфікації: FA = Кваліфікувались до фіналу A (за медалі); FB = Кваліфікувались до фіналу B (не за медалі)

## Дзюдо
| Спортсмен        | Дисципліна          | 1/32 фіналу        | 1/16 фіналу                | 1/8 фіналу                 | Чвертьфінали       | Півфінали          | Втішний поєдинок   | Фінал / БМ         | Фінал / БМ      |
| Спортсмен        | Дисципліна          | Суперник Результат | Суперник Результат         | Суперник Результат         | Суперник Результат | Суперник Результат | Суперник Результат | Суперник Результат | Місце           |
| ---------------- | ------------------- | ------------------ | -------------------------- | -------------------------- | ------------------ | ------------------ | ------------------ | ------------------ | --------------- |
| Валеріу Думініке | до 81 кг (чоловіки) | Bye                | Мрвальєвіч (MNE) W 002–000 | Маркончіні (ITA) L 010–110 | Завершив виступ    | Завершив виступ    | Завершив виступ    | Завершив виступ    | Завершив виступ |

## Плавання
| Спортсмен      | Дисципліна                           | Попередній заплив | Попередній заплив | Півфінал         | Півфінал         | Фінал            | Фінал            |
| Спортсмен      | Дисципліна                           | Час               | Місце             | Час              | Місце            | Час              | Місце            |
| -------------- | ------------------------------------ | ----------------- | ----------------- | ---------------- | ---------------- | ---------------- | ---------------- |
| Олексій Санков | 200 метрів вільним стилем (чоловіки) | 1:48.85           | 34                | Завершив виступ  | Завершив виступ  | Завершив виступ  | Завершив виступ  |
| Тетяна Кішка   | 100 метрів брасом (жінки)            | 1:11.37           | 36                | Завершила виступ | Завершила виступ | Завершила виступ | Завершила виступ |

## Тхеквондо
| Спортсмен | Дисципліна          | 1/8 фіналу               | Чвертьфінали       | Півфінали          | Втішний поєдинок   | Фінал / БМ         | Фінал / БМ      |
| Спортсмен | Дисципліна          | Суперник Результат       | Суперник Результат | Суперник Результат | Суперник Результат | Суперник Результат | Місце           |
| --------- | ------------------- | ------------------------ | ------------------ | ------------------ | ------------------ | ------------------ | --------------- |
| Аарон Кук | до 80 кг (чоловіки) | Liu W-t (TPE) L 2–14 PTG | Завершив виступ    | Завершив виступ    | Завершив виступ    | Завершив виступ    | Завершив виступ |

## Теніс
| Спортсмен  | Дисципліна                  | 1/32 фіналу                       | 1/16 фіналу            | 1/8 фіналу         | Чвертьфінали       | Півфінали          | Фінал / БМ         | Фінал / БМ      |
| Спортсмен  | Дисципліна                  | Суперник Результат                | Суперник Результат     | Суперник Результат | Суперник Результат | Суперник Результат | Суперник Результат | Місце           |
| ---------- | --------------------------- | --------------------------------- | ---------------------- | ------------------ | ------------------ | ------------------ | ------------------ | --------------- |
| Раду Албот | одиночний розряд (чоловіки) | Т Габашвілі (RUS) W 4–6, 6–4, 6–4 | Чилич (CRO) L 3–6, 4–6 | Завершив виступ    | Завершив виступ    | Завершив виступ    | Завершив виступ    | Завершив виступ |

## Важка атлетика
| Спортсмен       | Категорія           | Ривок     | Ривок | Поштовх   | Поштовх | Загалом | Місце |
| Спортсмен       | Категорія           | Результат | Місце | Результат | Місце   | Загалом | Місце |
| --------------- | ------------------- | --------- | ----- | --------- | ------- | ------- | ----- |
| Сергій Чекір    | до 69 кг (чоловіки) | 144       | 8     | 178       | 8       | 322     | 6     |
| Олександр Шпак  | до 77 кг (чоловіки) | 155       | 7     | 192       | 4       | 347     | 5     |
| Наталія Прищепа | до 75 кг (жінки)    | 97        | 12    | 116       | 12      | 213     | 12    |

## Боротьба
Легенда:
- VT – Перемога на туше.
- PP – Перемога за очками – з технічними очками в того, хто програв.
- PO – Перемога за очками – без технічних очок в того, хто програв.
- ST – Перемога за явної переваги – різниця в очках становить принаймні 8 (греко-римська боротьба) або 10 (вільна боротьба) очок, без технічних очок у того, хто програв.
- SP – Перемога за явної переваги – різниця в очках становить принаймні 8 (греко-римська боротьба) або 10 (вільна боротьба) очок, з технічними очками в того, хто програв.

Чоловіки
| Спортсмен     | Категорія | Кваліфікація             | 1/8 фіналу             | Чвертьфінал        | Півфінал           | Втішний поєдинок 1 | Втішний поєдинок 2 | Фінал / БМ         | Фінал / БМ |
| Спортсмен     | Категорія | Суперник Результат       | Суперник Результат     | Суперник Результат | Суперник Результат | Суперник Результат | Суперник Результат | Суперник Результат | Місце      |
| ------------- | --------- | ------------------------ | ---------------------- | ------------------ | ------------------ | ------------------ | ------------------ | ------------------ | ---------- |
| Євген Недялко | до 74 кг  | Уссербаєв (KAZ) L 1–4 SP | Завершив виступ        | Завершив виступ    | Завершив виступ    | Завершив виступ    | Завершив виступ    | Завершив виступ    | 16         |
| Чебан Микола  | до 97 кг  | Bye                      | Сарітов (ROU) L 1–3 PP | Завершив виступ    | Завершив виступ    | Завершив виступ    | Завершив виступ    | Завершив виступ    | 12         |

Жінки
| Спортсменка             | Категорія | Кваліфікація         | 1/8 фіналу           | Чвертьфінал         | Півфінал            | Втішний поєдинок 1  | Втішний поєдинок 2  | Фінал / БМ          | Фінал / БМ |
| Спортсменка             | Категорія | Суперниця Результат  | Суперниця Результат  | Суперниця Результат | Суперниця Результат | Суперниця Результат | Суперниця Результат | Суперниця Результат | Місце      |
| ----------------------- | --------- | -------------------- | -------------------- | ------------------- | ------------------- | ------------------- | ------------------- | ------------------- | ---------- |
| Маріана Кердівара-Єшану | до 58 кг  | Антес (ECU) W 3–0 PO | Малік (IND) L 1–3 PP | Завершила виступ    | Завершила виступ    | Завершила виступ    | Завершила виступ    | Завершила виступ    | 11         |